# Espíritu vengativo

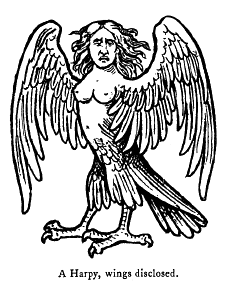
En la mitología costarricense y panameña, existe la Tulevieja, un espíritu vengador con cabeza de anciana y cuerpo de ave de rapiña.

En la mitología, los espíritus vengativos o espíritus vengadores son seres espirituales que hacen justicia castigando, incluso asesinando, a personas malvadas o que hayan cometido alguna maldad. Generalmente los espíritus vengadores son ángeles (ángel vengador) o fantasmas de personas asesinadas, abusadas o maltratadas, que buscan que su victimario pague por sus crímenes.
En varias leyendas, e incluso, hay una gran variedad de espíritus vengativos, como por ejemplo: La Sayona, un espíritu que busca venganza con los hombres infieles; las Nixe, que buscan venganza con los hombres por haber sido maltratadas y posteriormente asesinadas; La Llorona, un espíritu que, además llevarse niños, busca venganza con los hombres que abandonan a sus parejas; El Silbón, espíritu que busca venganza con los mujeriegos y borrachos.
En la mitología japonesa hay Yūrei (fantasmas) que actúan como espíritus vengadores, como los onryō y los goryō, sin embargo sus deseos de venganza raramente siguen los ideales occidentales de la venganza justificada. Por ejemplo, varios cuentos implican a maridos abusivos, pero estos maridos son raramente el objetivo de la venganza.